# (1185) Nikko
(1185) Nikko es un asteroide perteneciente al cinturón de asteroides que orbita entre Marte y Júpiter con un periodo orbital de 3,35 años. Su nombre hace referencia a la ciudad japonesa de Nikkō.
Fue descubierto el 17 de noviembre de 1927 por Okuro Oikawa desde la Observatorio Astronómico de Tokio, Japón. Nikko forma parte de la familia asteroidal de Flora.